# Чернобровый органист
Чернобровый органист (лат. Chlorophonia pyrrhophrys) — вид птиц из семейства вьюрковых. Птицы обитают в субтропических и тропических горных влажных лесах, на высоте 1400—3300 метров над уровнем моря, от гор Сьерра-де-Периха на границе Колумбии и Венесуэлы и Анд в Трухильо южнее до Норте-де-Сантандер (Колумбия), западных склонов Пичинча и восточных склонов Лоха (Эквадор) и до восточных склонов до границы регионов Пьюра и Кахамарка, а также локально от Амасонас южнее до Уануко (Перу). Длина тело 11,5 см, масса 16,5 грамм.